# Kristóf Szongott
Kristóf Szongott (n. 21 martie 1843, Bogata, Mureș, România – d. 24 ianuarie 1907, Gherla, Cluj, Austro-Ungaria) a fost un scriitor și istoric armean din Transilvania.

## Scrieri
- Szamosujvár, a magyar-örmény metropolis, Szamosujvár [Gherla], 1893;
- Szamosújvár szab. kir. város monográfiája, 1700-1900, Szamosujvár [Gherla], 1901;
- Monografia orașului liber regal Gherla, vol. I, Editura Ararat, București, 2014.
- Genealogia familiilor armene din Transilvania, ediție și cuvânt înainte de Lucian Nastasă, traducere Andrea Ghiță, Editura Ararat, București, 2016.